# 장미 시럽

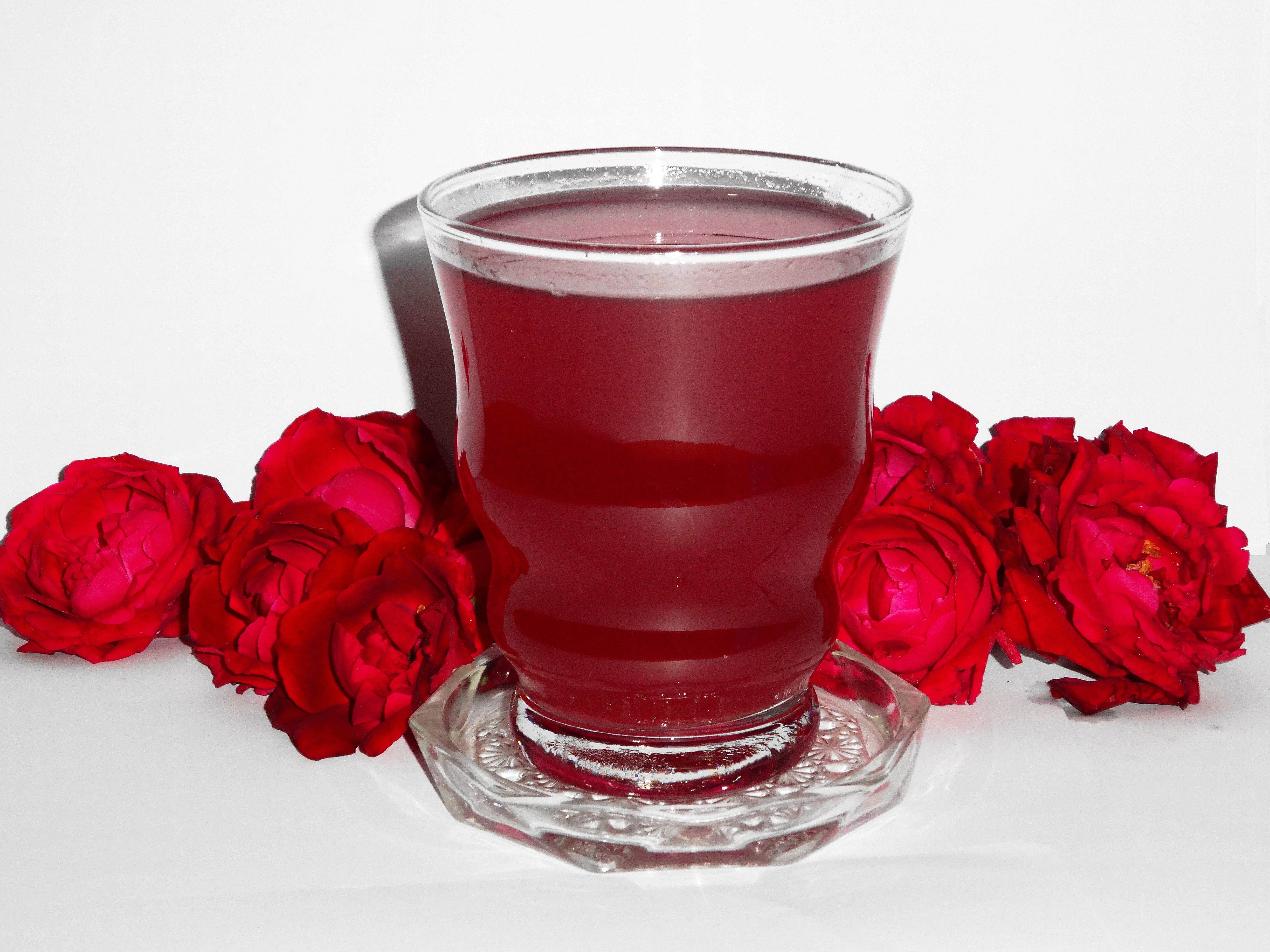
장미 시럽

장미 시럽(薔薇syrup) 또는 굴라브 카 샤르바트(힌디어: गुलाब का शर्बत, 우르두어:  گلاب کا شربت)는 북인도와 파키스탄의 시럽 또는 샤르바트의 하나이다.

## 만들기
잘 씻은 장미 꽃잎을 빻거나 믹서 등에 간 다음, 꽃잎 양과 같은 같은 무게의 설탕과 1/4 정도 무게의 물을 넣고 15~20분, 양이 반으로 줄어들 때까지 졸인다. 레몬 즙을 뿌리고, 장미유를 약간 넣어 잘 섞은 다음 식혀서 체에 걸러 보관한다.

## 같이 보기
- 장미수